# Fred Williamson
Fred Williamson (Gary (Indiana), 5 maart 1938) is een Amerikaans acteur en voormalig Americanfootballspeler.
Williamson begon zijn footballcarrière aan de Northwestern University en speelde in 1960 professioneel voor de Pittsburgh Steelers in de NFL. Hierna speelde hij voor verschillende teams, waaronder Kansas City Chiefs en in het all-star team van de American Football League.
Hij begon zijn acteercarrière eind jaren zestig met gastrollen in verschillende televisieseries. In 1970 maakte hij zijn eerste optreden als filmacteur in de film MASH. Er volgden veel hoofd- en ondersteunende rollen in film en televisie. In de jaren tachtig speelde Williamson veel in Italiaanse films. Sinds het midden van de jaren '70 regisseerde hij actiefilms waarin hij zelf de hoofdrol speelt.

## Filmografie
- MASH (1970)
- Tell Me That You Love Me, Junie Moon (1970)
- Hammer (1972)
- The Legend of Nigger Charley (1972)
- The Soul of Nigger Charley (1973)
- Black Caesar (1973)
- Hell Up in Harlem (1973)
- That Man Bolt (1973)
- Three the Hard Way (1974)
- Black Eye (1974)
- Crazy Joe (1974)
- Three Tough Guys (1974)
- Bucktown (1975)
- Take a Hard Ride (1975)
- Boss Nigger (1975)
- Mean Johnny Barrows (1976)
- Adiós Amigo (1976)
- Death Journey (1976)
- Joshua (1976)
- No Way Back (1976)
- Mr. Mean (1977)
- The Inglorious Bastards (1978)
- Blind Rage (1978)
- Fist of Fear, Touch of Death (1980)
- The New Barbarians (1982)
- 1990: The Bronx Warriors (1982)
- One Down, Two to Go (1982)
- The Last Fight (1983)
- Vigilante (1983)
- Warrior of the Lost World (1983)
- The Big Score (1983)
- Deadly Impact (1984)
- Warriors of the Year 2072 (1984)
- White Fire (1985)
- Foxtrap (1986)
- The Messenger (1986)
- The Black Cobra (1987)
- Delta Force Commando (1988)
- Black Cobra 2 (1989)
- The Kill Reflex (1990)
- Delta Force Commando II: Priority Red One (1990)
- Black Cobra 3 (1990)
- Black Cobra 4 (1991)
- Steele's Law (1991)
- Three Days to a Kill (1992)
- South Beach (1993)
- From Dusk Till Dawn (1996)
- Original Gangstas (1996)
- Night Vision (1997)
- Ride (1998)
- Children of the Corn V: Fields of Terror (1998)
- Whatever It Takes (1998)
- Active Stealth (2000)
- Carmen: A Hip Hopera (2001)
- Down 'n Dirty (2001)
- Starsky & Hutch (2004)
- Spaced Out (2006)
- Zombie Apocalypse: Redemption (2010)
- Last Ounce of Courage (2012)